# محمدعلی حاج‌آقایی
محمدعلی حاج‌آقایی (زاده ۱۳۲۷، درگذشته ۴ بهمن ۱۳۸۹)، زندانی سیاسی ایرانی بود که در جریان اعتراضات مردم ایران به نتایج انتخابات ریاست جمهوری (۱۳۸۸)، به اتهام همکاری با سازمان مجاهدین خلق و محاربه به اعدام محکوم شده و در تاریخ ۴ بهمن ۱۳۸۹ در زندان اوین به همراه جعفر کاظمی به دار آویخته شد.

## بازداشت در سال ۱۳۶۲
محمدعلی حاج‌آقایی در سال‌های ۱۳۶۲ به علت همکاری با سازمان مجاهدین خلق، بازداشت و تا سال ۱۳۶۷ در زندان محبوس بوده است. او به اتهام کمک مالی به سازمان و پخش روزنامه گروهک به ۵ سال حبس محکوم شده بود.

## پناهندگی به اشرف
بعضی منابع مدعی شدند که حاج‌آقایی در دی ۱۳۸۷ به اردوگاه اشرف پناهنده شد اما درخواست عضویت او در اردوگاه از جانب کمیته حفاظت اشرف که به دست نیروهای عراقی بود، به خاطر نداشتن هیچگونه سابقه حضور در اشرف، رد شد. این تشخیص کمیته حفاظت، با اعتراض سران مجاهدین خلق همراه بود اما نتیجه‌ای نداشت و حاج‌آقایی مجبور به ترک عراق شد. منابع مرتبط با جمهوری اسلامی گزارش داده‌اند که درخواست پناهندگی او به اردوگاه اشرف در عراق، به خاطر سن بالایش، رد شده بود.

## بازداشت در سال ۱۳۸۸
حاج‌آقایی در ۲۷ شهریور در یکی از تجمع‌های اعتراضی پس از اعتراضات مردم ایران به نتایج انتخابات ریاست جمهوری (۱۳۸۸) بازداشت شد.

### دادگاه و محاکمه
حاج‌آقایی با اتهام همکاری با گروهک‌های تروریستی، مورد پیگرد قضایی قرار گرفت. او متهم شده بود که پلاکاردهای مربوط به سازمان مجاهدین خلق را در میان معترضان به نتایج انتخابات سال ۱۳۸۸ را پخش و از اعتراضات،‌ فیلم و عکس تهیه کرده است. منابع مرتبط با جمهوری اسلامی، از اعترافات او سخن گفته‌اند که به گرفتن پول از سازمان مجاهدین خلق، اعتراف شده است. این منابع مدعی شدند که خود او، نصب اعلامیه‌های سازمان در مساجد و نوشتن شعار بر روی دیوارها را قبول کرده است.‌‌ در دادگاه رسیدگی به پرونده جعفر کاظمی، وی اعتراف کرده بود که با نصب عکس مسعود رجوی به دیوار و تهیه عکس و فیلم از آن و همینطور تهیه عکس و فیلم از اعتراضات مردمی، آن اسناد را در اختیار محمدعلی حاج‌آقایی قرار می‌داده تا برای سازمان مجاهدین خلق ارسال شود.
حاج‌آقایی در تاریخ ۱۰ اردیبهشت ماه ۱۳۸۹ به اتهام «محاربه» و «فعالیت تبلیغی علیه نظام» به اعدام محکوم شد. حکم اعدام او از سوی دادگاه تجدید نظر تأیید گردید.

### اظهارات وکیل
مهدی حجتی، وکیل این زندانی سیاسی در گفتگو با «روز» دربارهٔ پرونده موکلش توضیح داد: «شعبه ۲۸ دادگاه انقلاب بدون توجه به دفاعیات ما و شواهد موجود، حکم اعدام موکلم را صادر کرده و شعبه ۳۶ دادگاه تجدید نظر نیز این حکم را تایید کرده است در حالیکه براساس رای وحدت رویه دیوان عالی کشور، صلاحیت رسیدگی به پرونده‌های محاربه، از دادگاه‌های تجدید نظر گرفته شده و این پرونده‌ها باید به دیوان عالی کشور ارجاع و در آنجا رسیدگی شود. من در این زمینه به شعبه دادگاه تجدید نظر نیز اعتراض کردم اما این شعبه علی‌رغم نداشتن صلاحیت، پرونده را بررسی و حکم را تایید کرد.» حجتی معترض بود که تا روز دادگاه موفق به دیدار با موکلش نشده بود. به گفته وکیل او، سفر حاج‌آقایی به عراق و سابقه کیفری او در زمینه همکاری با سازمان مجاهدین خلق، یکی از مبناهای پرونده در جریان صدور حکم اعدام بوده است. با این وجود کارشناس پرونده گزارش کرده است که به خاطر سن بالای او، وی از سوی سازمان مجاهدین خلق، اخراج شده است و عملا توانایی فعالیت نداشته است.

## اعدام
در ۲۸ دی ۱۳۸۹، حکم اعدام او آماده اجرا شد اما در لحظه آخر، به دلایل نامعلومی لغو شد. چهارم بهمن ماه ۱۳۸۹، محمدعلی حاج‌آقایی به همراه جعفر کاظمی، با حکم دادگاه به ریاست محمد مقیسه مبنی بر محاربه و همکاری با سازمان‌های تروریستی، در زندان اوین اعدام شدند.

### واکنش‌ها
- سازمان عفو بین‌الملل با انتشار مطلبی برای اقدام فوری، ضمن ابراز تاسف از اعدام جعفر کاظمی و محمدعلی حاج‌آقایی، خواستار لغو تمامی احکام اعدام و همچنین بازبینی تمامی احکام صادره در دادگاه‌های ناعادلانه گردید.[۱۵]
- هیلاری کلینتون در ۱۰ اوت ۲۰۰۹ در بیانیه‌ای از جعفر کاظمی و محمدعلی حاج‌آقایی نام برده و گفته بود: «ما نگران سرنوشت ایرانیانی هستیم که در معرض خطر اعدام قرار گرفته‌اند چون از حق خود برای آزادی بیان پس از انتخابات ژوئن ۲۰۰۹ استفاده کرده‌اند.»[۱۶]
- مریم رجوی، رهبر وقت سازمان مجاهدین خلق، اعدام کاظمی و حاج‌آقایی را محکوم و آن را انتقام‌جویی از مجاهدین خلق دانست.[۸]